# Istanbul Cavaliers 2009-2010
Questa voce raccoglie le informazioni riguardanti gli Istanbul Cavaliers nelle competizioni ufficiali della stagione 2009-2010.

## 1. Lig 2009-2010

### Stagione regolare
| 13 ottobre 2009 1ª giornata | Istanbul Tigers | 9 – 36 | Istanbul Cavaliers |  |

| 25 ottobre 2009 2ª giornata | Istanbul Cavaliers | 14 – 12 | Hacettepe Red Deers |  |

| 15 novembre 2009 3ª giornata | Istanbul Cavaliers | 32 – 6 | Ankara Cats |  |

| 12 dicembre 2009 4ª giornata | Istanbul Cavaliers | 30 – 6 | Yıldız Stallions |  |

| 20 febbraio 2010 5ª giornata | Boğaziçi Sultans | 0 – 22 | Istanbul Cavaliers |  |

| 7 marzo 2010 6ª giornata | ODTÜ Falcons | 20 – 8 | Istanbul Cavaliers |  |

| 27 marzo 2010 7ª giornata | Gazi Warriors | 36 – 42 | Istanbul Cavaliers |  |

### Playoff
| 2 maggio 2010 Semifinale | Istanbul Cavaliers | 43 – 14 | ODTÜ Falcons |  |

| 23 maggio 2010 Finale | Istanbul Cavaliers | 18 – 13 | Gazi Warriors |  |

## Statistiche di squadra
| Competizione      | %Vittorie | In casa | In casa | In casa | In casa | In casa | In casa | In trasferta | In trasferta | In trasferta | In trasferta | In trasferta | In trasferta | Totale | Totale | Totale | Totale | Totale | Totale |
| Competizione      | %Vittorie | G       | V       | N       | P       | Pf      | Ps      | G            | V            | N            | P            | Pf           | Ps           | G      | V      | N      | P      | Pf     | Ps     |
| ----------------- | --------- | ------- | ------- | ------- | ------- | ------- | ------- | ------------ | ------------ | ------------ | ------------ | ------------ | ------------ | ------ | ------ | ------ | ------ | ------ | ------ |
| Stagione regolare | .857      | 3       | 3       | 0       | 0       | 76      | 24      | 4            | 3            | 0            | 1            | 108          | 65           | 7      | 6      | 0      | 1      | 184    | 89     |
| Playoff           | 1.000     | 2       | 2       | 0       | 0       | 61      | 27      | 0            | 0            | 0            | 0            | 0            | 0            | 2      | 2      | 0      | 0      | 61     | 27     |
| Totale            | .889      | 4       | 0       | 0       | 4       | 137     | 51      | 4            | 3            | 0            | 1            | 108          | 65           | 9      | 8      | 0      | 1      | 245    | 116    |